# 생모리스 (스위스)
생모리스(프랑스어: Saint-Maurice)는 스위스 발레주에 위치한 도시이다. 또한 생모리스 지역과 지방 자치 단체의 수도이다. 생모리스구는 9개의 지방 자치 단체(코뮌, 게마인데)로 구성되어 있다: Collonges , Dorénaz, Evionnaz , Finhaut , Massongex , Salvan , 생모리스, Vernayaz 및 Vérossaz. 2013년 1월 1일에 Mex의 이전 시정촌 생모리스로 합병되었다.
생모리스는 아가우넘의 고대 로마 전초 기지와 스위스에서 유명한 고등학교가 된 중세 생모리스 수도원(Collège de Saint-Maurice)이다.
생모리스는 론 계곡의 상부로 이어지는 통로 입구에 있다. 그만큼 전략적 중요성이 있으며, 이 접근을 통제하기 위해 15세기부터 방어시설이 건설되었다. 생모리스 요새는 1880년부터 1995년까지 주변 산비탈에 건설되었다.

## 역사
생모리스는 200년에 Acaun[ensis] [quadragesimae] Gal[liarum]으로 처음 언급되었다. 생모리스와 관련하여 1003년 아코눔(프랑스어 : Agaune)에서 생모리스로 이름이 변경되었다.
청동기 시대 정착의 일부 흔적은 마을의 암석 돌출부 기슭에서 발견되었다. 생모리스에는 로마 시대의 도시가 있었지만, 실제 배치에 대해서는 알려진 바가 거의 없다. 아코눔에는 수출입 관세 2.5%가 부과되는 세관이 있었다. 그 도시에는 아마 요정에게 물을 주는 신전이 있었을 것이다. 전통에 따르면 생모리스와 테베 군단의 남부 이집트 동료들은 막시미안 (286-310)의 통치 기간동안 아코눔에서 순교했다. 약 360-370년에 발레의 초대 주교인 테오둘(Theodul)이 그들을 기리기 위해 아코눔(Acaunum)에 대성당을 지었다. 대성당은 인기있는 순례지가 되었다. 515년에는 부르고뉴 왕 시게문두스가 수도원을 설립했으며 그곳에 많은 토지를 하사했다.
523년에 이 도시는 프랑크족의 침략을 받았고, 574년에는 롬바르드족, 10세기 중반에는 사라센의 침략을 받았다. 888년 벨프의 루돌프는 수도원에서 부르고뉴의 왕으로 즉위했다. 1034년에는 생모리스를 포함한 전체 샤블레 지역이 사보이 공국에 인수되었다. 생모리스와 몽테의 마을은 관할(Vogt) 또는 지역을 형성했다. 1300년경, 카스틀란 또는 보그트 몽테에서 생모리스로 이사했다. 수도원장은 수도원과 마을에 대한 지배권을 행사했다. 1170년에 이 도시의 시민이 처음 언급되었으며, 1275년에는 시민들이 두 명의 시장을 선출했다. 13세기에 도시는 성벽으로 둘러싸여 있었다. 사보이의 아마데우스 5세 백작은 1317년에 도시 인가를 확인했으며, 당시 인구는 1,400명에서 1,800명 사이였다. 1475년에 하부 발레는 스위스 연방의 준회원으로서 칠연방체(Seven Zenden)에 의해 통치되었다. 1475년부터 1798년까지 생모리스는 생모리스 주의 주도였다.
이듬해인 1476년, 베른은 생모리스의 좁은 론 계곡에 성을 건설하기 시작했다. 1646년 주거용 건물이 확장되면서 완공되었다. 그러나 1693년에 마을에서 발생한 엄청난 화재로 성의 창고와 그곳에 저장된 화약 대부분이 파괴되었다.
헬베티아 공화국 동안 생모리스는 지역 수도였다. 중재법으로 공화국이 종료된 후 1802-04년에는 첸덴의 수도였으며 1810-14년에는 심플롱의 프랑스 관할 하위 현의 수도였다. 1822년에 베로사츠와 에비오나츠의 마을은 지자체에서 분리되었다. 이 도시에서 가장 중요한 종교 기관은 수도원이었지만, 생모리스에는 다른 여러 종교 공동체가 설립되었다. 이러한 커뮤니티에는 다음이 포함된다. 1611년에는 카푸친회, 1865년에는 생모리스 수도회, 1906년에는 아우구스티누스 수도회, 1996년에는 에피나시에서 성찬의 형제회가 있었다. 카푸친 수도원의 예배당은 1640년에 지어졌다. 성지기문트 교회는 적어도 12세기 중반부터 교구 교회였다. 그것은 6세기 또는 7세기에 성 요한의 매장 교회가 있던 자리에 세워졌다. 현재의 교회 건물은 1715년으로 거슬러 올라간다. 아직 서 있는 생자크의 호스피스는 10세기에 지어졌다. 종교개혁까지 1529년 모르클레스(Morcles)는 생모리스 교구에 속했고, 노트르담-수-르-부르그 교회는 라베(Lavey)의 교구 교회였다. 1693년 노트르담 수 르 부르그는 화재로 소실되었고 1721년에는 성벽의 폐허만 남았다. 생로랑 예배당은 1178년에 처음 언급되었으며 19세기에 버려졌다. 노트르담-뒤-섹스 교회는 8세기 건물의 잔해 위에 18세기에 지어졌다. 베롤리에즈의 순교자 예배당은 18세기에 현재의 모습으로 재건되었다. 에피나시 예배당은 1923년에 설립되었다. 수도원 대학은 중세 시대에 처음 언급되었다. 1806년에 학교의 지원은 주에 의해 인수되었고, 이후 이것은 생모리스 칼리지(Collège de Saint-Maurice)가 되었다.
생모리스의 좁은 협곡은 무역과 방위 모두를 용이하게 했다. 론강의 다리는 12세기경에 건설되었으며 마송제스의 로마 다리(생모리스 하류 2km) 이후 제네바 호수 상류의 첫 번째 다리였다. 협곡의 요새는 1831년, 1848년, 1859년, 그리고 마침내 1892년에 점진적으로 확장되었다. 2차 세계 대전 동안 생모리스의 요새는 나라 보루의 세 기둥 중 하나였다. 1995년에 요새는 버려지고 관광 명소로 개방되었다. 국방개혁 95와 21의 군대 개혁 이후, 생모리스-라베의 이전 산악 보병 군사 기지가 헌병 훈련소로 사용되었다.
1860년 철도 건설 이후 이곳에 대규모 철도 야장이 건설되었으며, 현재는 심플롱역의 일부이다. 1898년과 1940년 사이에 브아 누아 발전소는 로잔에 전기를 공급했다. 그러나 이곳은 훨씬 이후까지 산업화되지 못했다. 최초의 주요 산업 공장은 1950년대부터 1986년까지 운영되었던 시멘트 공장이었다. 1934년에는 생아우구스틴(Saint-Augustin) 인쇄소가 마을에 문을 열었다. 신문 「발레산 누벨리스트(뉴발레)」는 1903년 생모리스에서 창간되었다. "에코 드 생모리스"는 1899년에 처음 출판되었으며 2000년에는 누벨레 드 라바예(Nouvelles de l'Abbaye)가 되었다.

## 지리

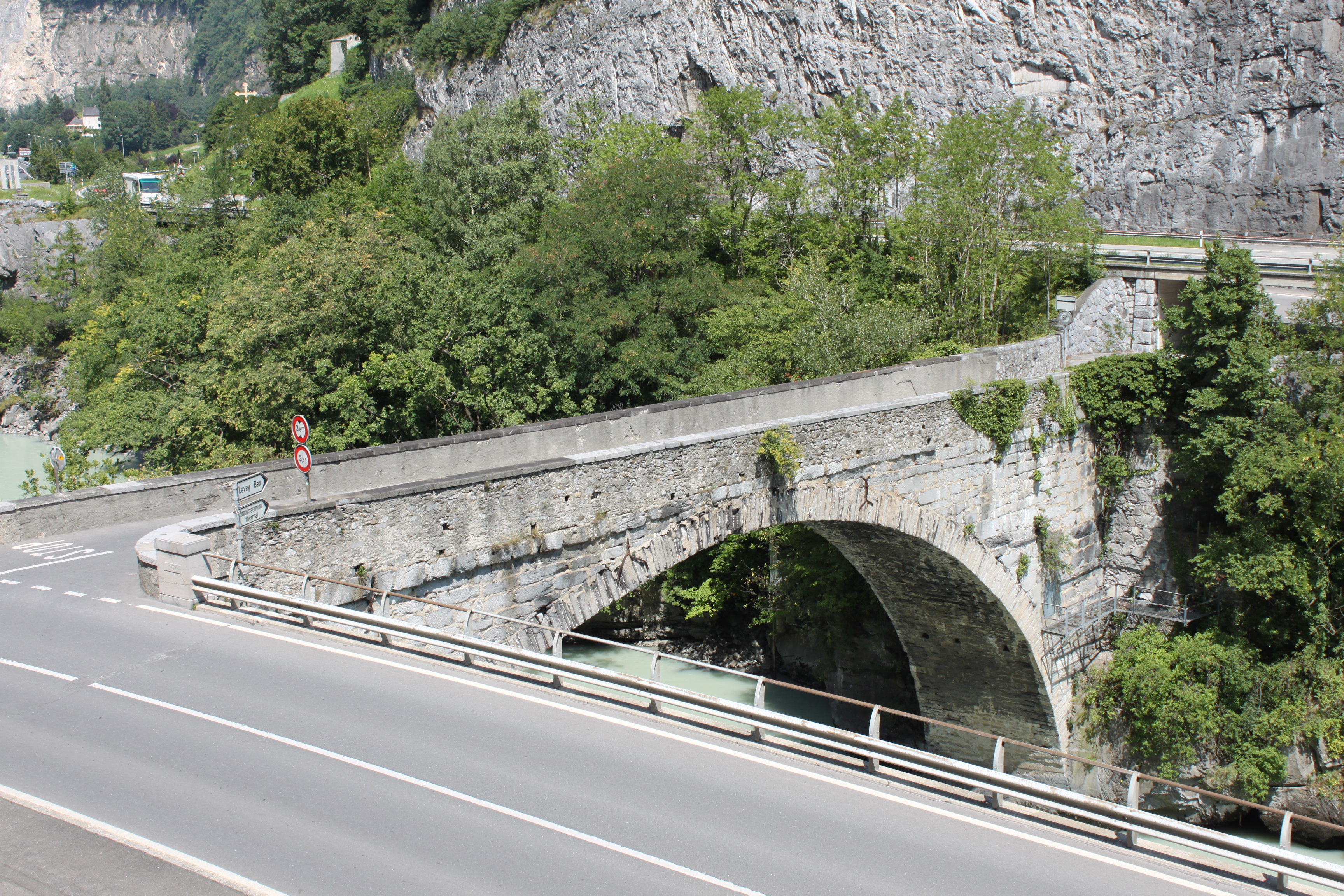
생모리스의 론강

생모리스의 면적은 2009년 기준으로 7k㎡이다. 이 면적 중 1.51k㎡(21.5%)가 농업 목적으로 사용되는 반면 2.95k㎡(42.0%)는 산림이다. 나머지 토지 중 2.28k㎡(32.5%)가 정착(건물 또는 도로), 0.2k㎡(2.8%)가 강 또는 호수이고, 0.1k㎡(1.4%)는 불모지이다.
건축면적 중 공업용 건물이 전체 면적의 3.3%, 주택과 건물이 11.5%, 교통 기반 시설이 13.0%를 차지했다. 전력 및 수자원 기반 시설 및 기타 특별 개발 지역은 면적의 2.4%를 구성하고 공원, 녹지대 및 스포츠 필드는 2.3%를 구성한다. 산림면적은 전체 면적의 38.5%가 삼림이 무성하고 3.6%가 과수원이나 작은 나무 군락으로 덮여 있다. 농경지 중 8.1%는 작물 재배에 사용되며 10.5%는 목초지이며 2.8%는 과수원이나 포도나무 작물에 사용된다. 시정촌의 모든 물은 흐르는 물이다. 비생산적인 지역 중 1.1%는 초목이 자라기에는 너무 바위가 많은 곳이다.
생모리스 시는 론강의 왼편에 있는 론 계곡의 암벽 기슭과 좁은 지점에 위치하고 있다. 이 도시는 발레주 알파인 패스를 통해 이탈리아로 향하는 경로에 자리잡고 있다. 생모리스 마을과 Épinassey 및 Les Cases의 작은 마을로 구성되어 있다. 1822년까지 여기에는 Evionnaz와 Vérossaz 마을이 포함되었다.
Mex와 생모리스의 지방 자치 단체는 2013년 1월 1일에 합병되었다.

## 인구 통계
생모리스의 인구(2020년 12월 기준)는 4,518명이다. 2008년 기준으로 인구의 26.0%가 거주하는 외국인이다. 지난 10년(2000-2010년) 동안 인구는 14.5%의 비율로 변화했다. 이주로 인해 13.5%의 비율로, 출생 및 사망으로 인해 1.6%의 비율로 변경되었다.
대부분의 인구(2000년 기준)는 3,097명(86.1%)이 프랑스어를 모국어로 사용하고, 123명(3.4%)이 이탈리아어가 두 번째로 많이 사용하고, 알바니아어가 112명(3.1%)이 세 번째로 사용된다. 독일어를 구사하는 사람은 87명이다.
2008년 기준으로 인구는 남성 48.7%, 여성 51.3%이다. 인구는 1,421명의 스위스 남성(인구의 34.5%)과 584명(14.2%)의 비스위스 남성으로 구성되었다. 스위스 여성은 1,582명(38.5%), 비스위스계 여성은 527명(12.8%)이었다. 시정촌 인구 중 1,146명(약 31.9%)이 2000년 생모리스에서 태어나 그곳에 살았다. 같은 주에서 태어난 921명(25.6%)이 있었고, 다른 곳에서 태어난 690명(19.2%)이 있었다. 스위스에서, 그리고 722명(20.1%)은 스위스 밖에서 태어났다.
2000년 기준으로 아동·청소년(0~19세)이 24.4%, 성인(20~64세)이 57.8%, 노인(64세 이상)이 17.8%를 차지하고 있다.
2000년 기준으로 시정촌에 미혼이며 미혼인 사람은 1,559명이다. 기혼자는 1,592명, 미망인은 231명, 이혼한 사람은 214명이었다.
2000년 기준으로 시정촌의 개인가구는 1,376세대로 가구당 평균 2.4명이다. 1인 가구는 438가구, 5인 이상 가구는 117가구였다. 2000년에는 총 1,319채(전체의 85.9%)가 상설 임대되었으며, 153채(10.0%)가 계절적 임대, 64채(4.2%)가 비어 있었다. 2009년 기준 신규주택 건설률은 인구 1000명당 3.2세대였다. 2010년 시정촌 공실률은 2.95%였다.
역사적 인구는 다음의 차트와 같다:

### 종교
2000년 인구 조사에 따르면 2,720명(75.6%)이 로마 가톨릭 신자이고 285명(7.9%)이 스위스 개혁 교회에 속해 있다. 나머지 인구 중 정교회 교인은 26명(인구의 약 0.72%), 크리스찬 가톨릭 교회 교인은 2명(인구의 약 0.06%), 32명이었다. 다른 기독교 교회에 속한 개인(또는 인구의 약 0.89%)이다. 1명의 유대인이 있었고, 250명(인구의 약 6.95%)이 이슬람교도였고, 불교도 2명이 있었다. 다른 교회에 속한 5인. 125명(인구의 약 3.48%)이 교회에 속하지 않았고, 불가지론자 또는 무신론자였으며 163명(인구의 약 4.53%)이 질문에 대답하지 않았다.

## 경제
2010년 현재 생모리스의 실업률은 6.5%이다. 2008년 기준으로 1차 경제 부문에 16명이 고용되어 있고 이 부문에 약 9개 기업이 참여하고 있다. 257명이 2차 부문에 고용되었고, 이 부문에 39개의 기업이 있었다. 1,522명이 3차 부문에 고용되었으며 이 부문에는 151개의 기업이 있다. 시정촌 주민은 1,609명으로 일정 정도 고용되었으며, 그중 여성이 전체 노동력의 43.5%를 차지했다.
2008년에 정규직에 해당하는 총 일자리 수는 1,391개였다. 1차 부문의 일자리 수는 10개였으며 모두 농업에 있었다. 2차 부문의 일자리 수는 238개로 그중 68개(28.6%)가 제조업에, 166개(69.7%)가 건설에 종사하고 있다. 3차 부문의 일자리 수는 1,143개였다. 3차 부문에서; 143개(12.5%)는 도소매 또는 자동차 수리업, 150개(13.1%)는 상품의 이동 및 보관, 94개(8.2%)는 호텔 또는 레스토랑, 17개(1.5%)는 정보 산업에 종사했다. 6개(0.5%)가 보험 또는 금융 산업, 27개(2.4%)가 기술 전문가 또는 과학자, 252개(22.0%)가 교육, 251개(22.0%)가 의료 분야였다.
2000년 기준 자치단체로 통근하는 근로자는 1,031명, 외부로 출퇴근자는 824명이었다. 지방 자치 단체는 근로자의 순수입 지역이며, 1명이 전출할 때마다 약 1.3명의 근로자가 지자체에 전입한다. 근로 인구의 10.3%가 대중교통을 이용하여 출퇴근하고 59.9%가 자가용을 이용하였다.

## 교육
생모리스에서는 인구의 약 1,126(31.3%)이 필수가 아닌 고등 교육을 이수했으며 300(8.3%)이 추가 고등 교육( 대학 또는 응용교육대학)을 마쳤다. 고등 교육을 마친 300명 중 59.3%가 스위스 남성, 31.7%가 스위스 여성, 5.3%가 비 스위스 남성, 3.7%가 비 스위스 여성이었다.
2000년 기준으로 생모리스에는 1,273명의 다른 지방 자치 단체에서 온 학생이 있었고 115명의 주민들은 지방 자치 단체 외부의 학교에 다녔다.
생모리스에는 발레 주립 미디어텍 - 생모리스 도서관이 있다. 도서관은 (2008년 현재) 70,829권의 책 또는 기타 매체를 보유하고 있으며 같은 해에 81,732권을 대출했다. 그 해에는 주당 평균 34.5시간 동안 총 249일을 열었다.

## 국가중요문화재
생모리스 수도원, 아가우눔(Agaunum), 주립 군사 박물관이 있는 생모리스성, 메종 드 라 피에르(Maison de la Pierre) 및 론강 다리 (Bex, 보와 공유)는 국가적으로 중요한 스위스 문화유산으로 등재되어 있다. 생모리스성 전체와 도시 지역은 스위스 유산 목록의 일부이다.

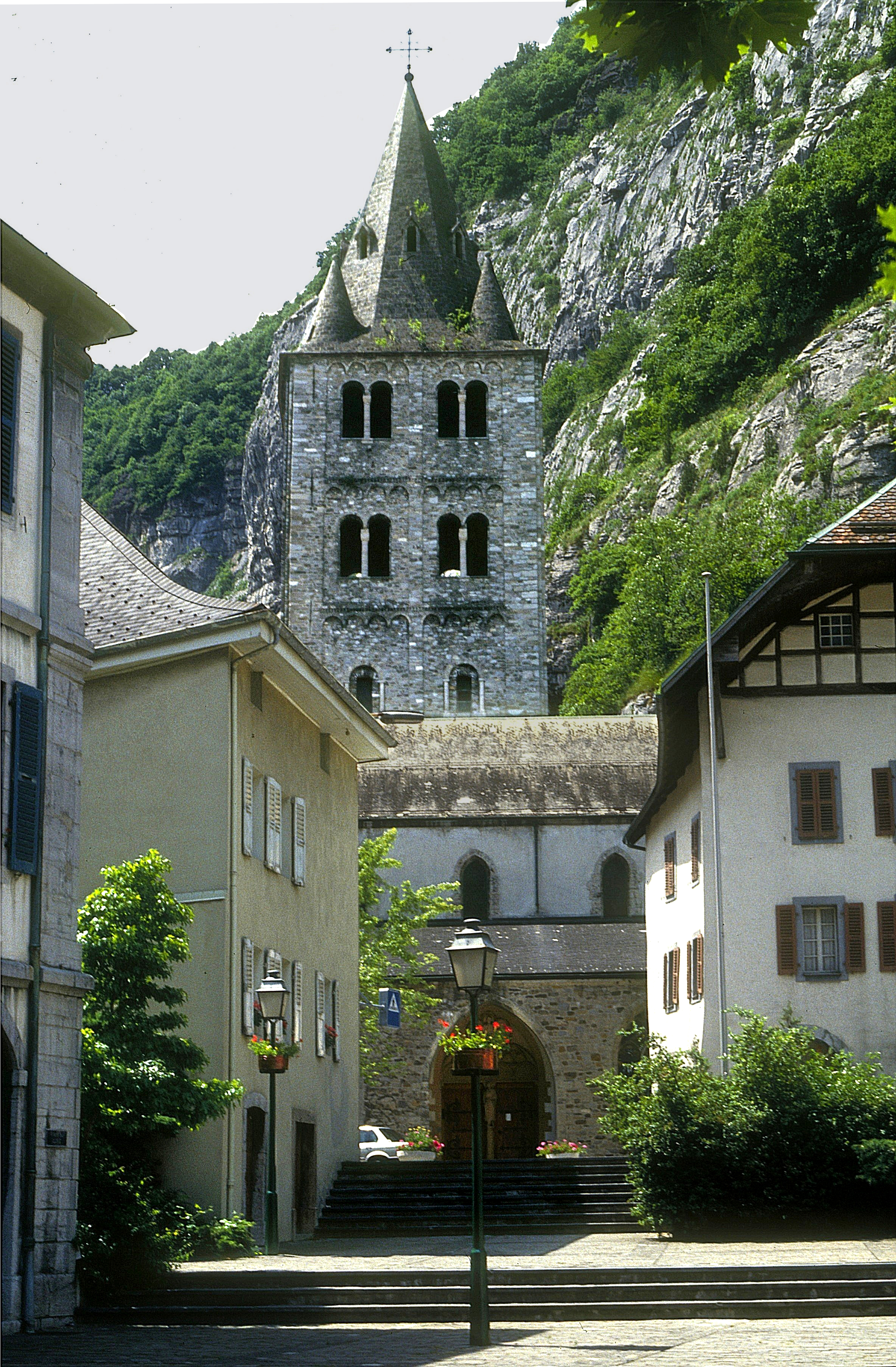
생모리스 다가우네 수도원
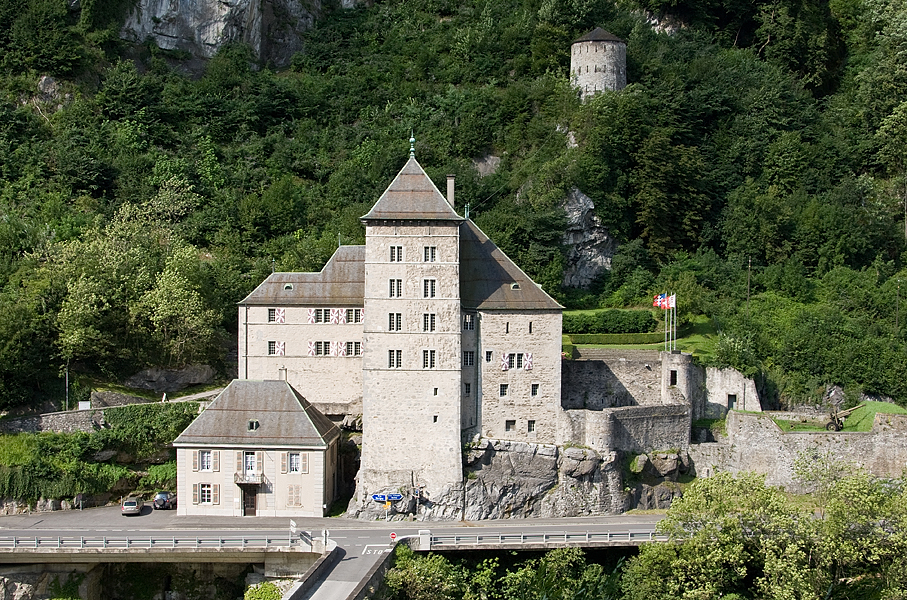
생모리스성
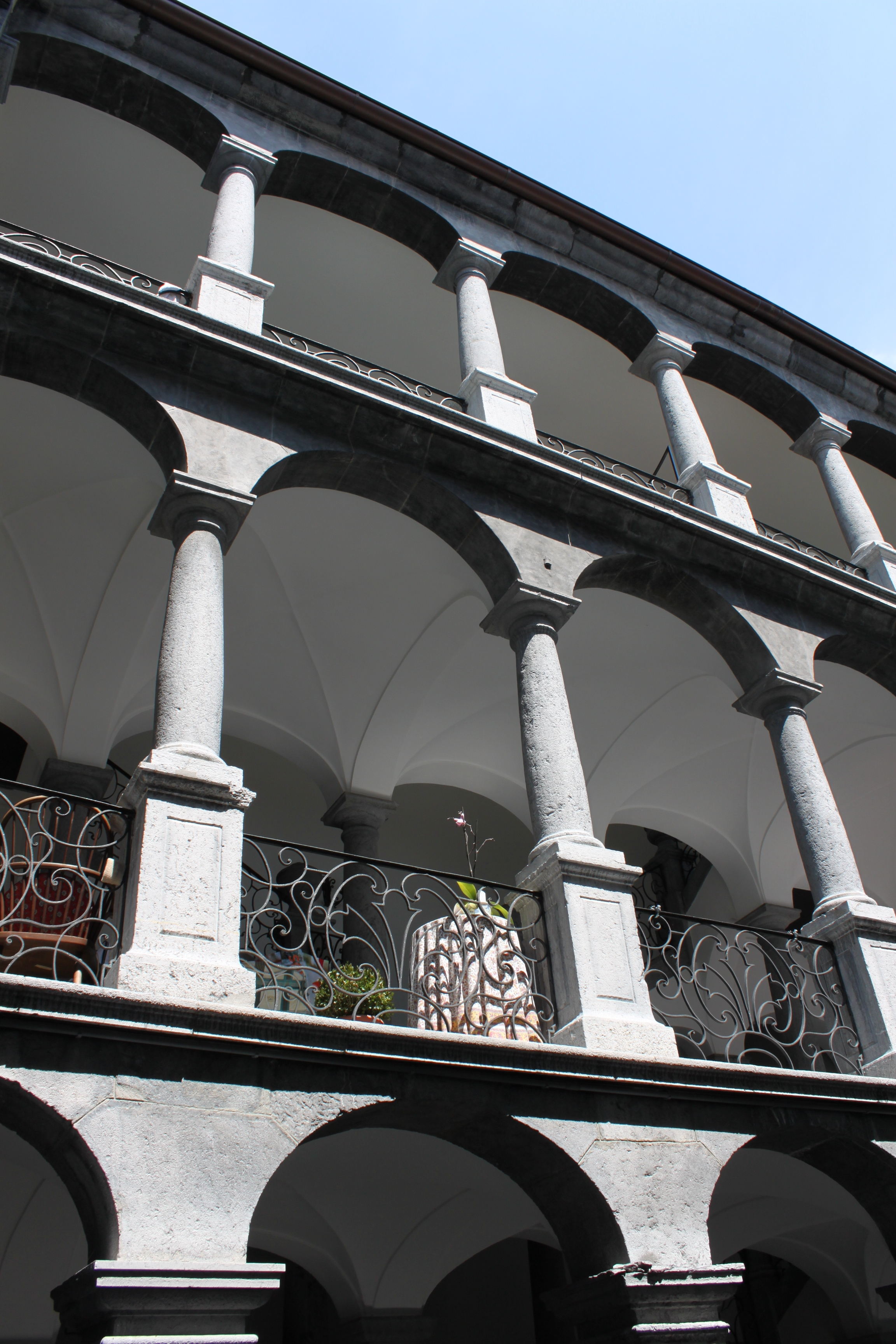
피에르의 집 기둥
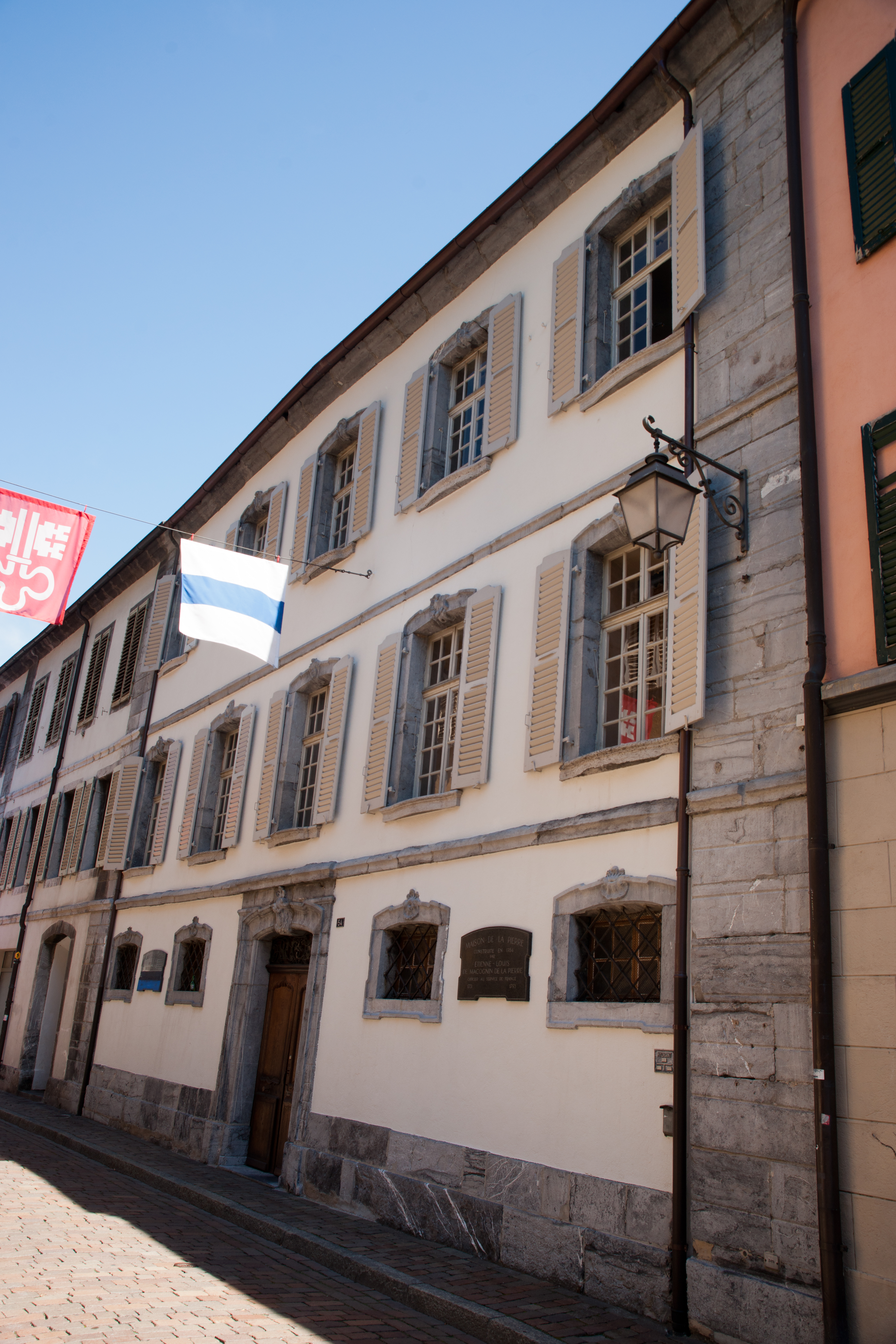
메종 드 라 피에르 앞
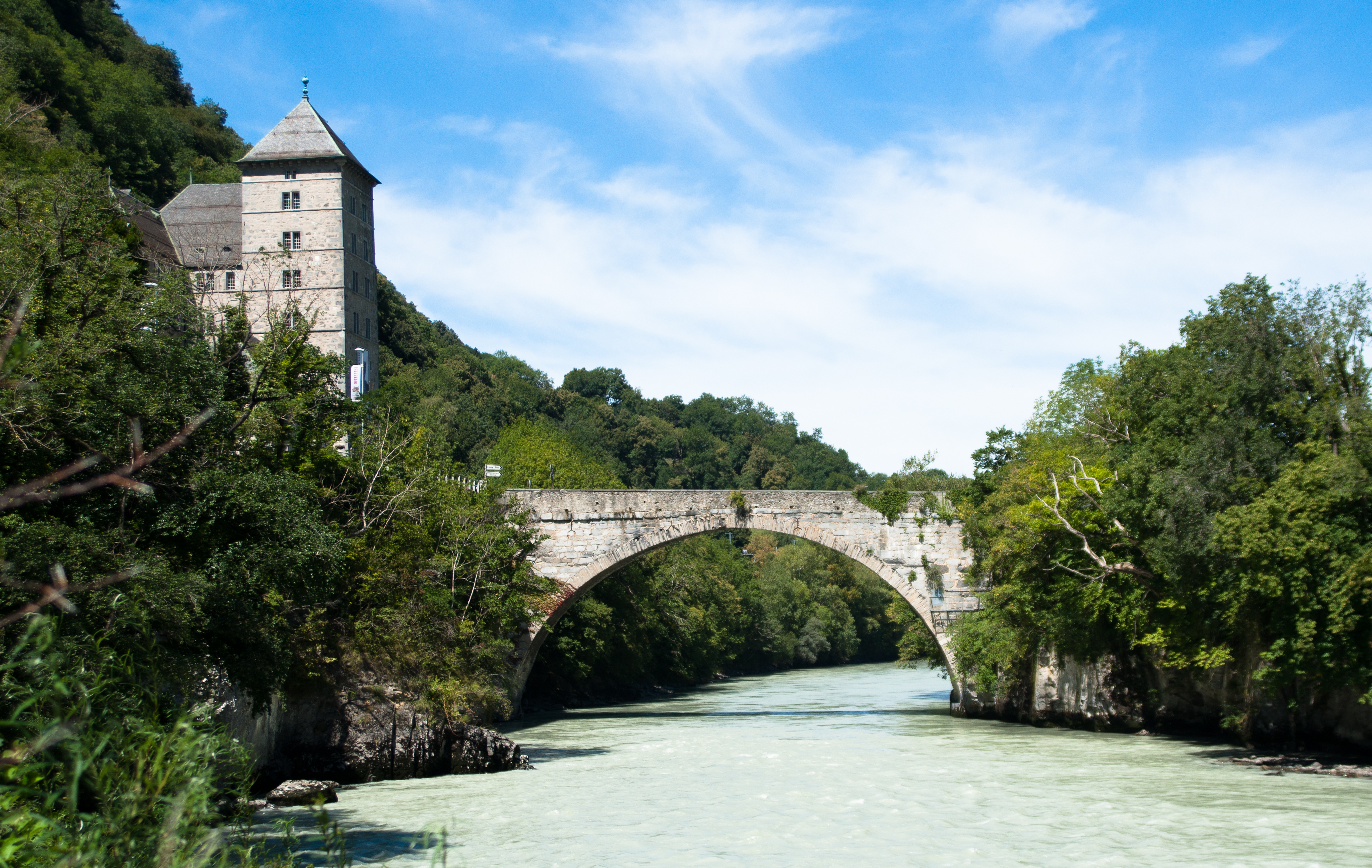
론강을 가로지는 다리

## 교통
지자체에는 생젱골프-생모리스선 및 심플론선에 생모리스역이 있다. 안마스, 로잔, 제네바 공항 및 브리크까지 정기적으로 운행한다.